# Associazione Sportiva Cittadella 2014-2015
Questa voce raccoglie le informazioni riguardanti l'Associazione Sportiva Cittadella nelle competizioni ufficiali della stagione 2014-2015.

## Stagione
Nella stagione 2014-2015 il Cittadella disputa il campionato cadetto, con 44 punti si piazza in ventesima posizione, retrocedendo in Lega Pro. Sempre allenato da Claudio Foscarini, che ha tenuto il suo posto nonostante il difficoltoso percorso dei granata, ha raccolto 19 punti nel girone di andata, ultimo in classifica, e 25 nel girone di ritorno, non sufficienti per tre punti a raggiungere il Play-out. Miglior marcatore stagionale del Cittadella è stato Claudio Coralli che ha firmato 11 reti, delle quali 10 in campionato ed 1 in Coppa Italia, bene ha fatto anche Alessandro Sgrigna con 10 centri, dei quali 1 in Coppa Italia e 9 in campionato. Nella Coppa Italia Tim Cup i granata sono entrati in scena nel secondo turno superando (2-1) il Pontedera, poi nel terzo turno hanno lasciato il torneo sconfitti (4-1) dal Sassuolo.

## Divise
| Casa | Trasferta | Terza divisa |  |

## Organigramma societario

### Staff tecnico
Area tecnica
- Claudio Foscarini - Allenatore
- Edoardo Gorini - Allenatore in seconda
- Andrea Redigolo - Preparatore atletico
- Piero Gennari - Preparatore dei portieri
- Lino Pierobon - Dirigente accompagnatore
- Giuseppe Silvestri - Dirigente accompagnatore

Area sanitaria
- Ilario Candido - Responsabile sanitario
- Roberto Bordin - Medico sociale ortopedico
- Carlo Rettore - Medico sociale radiologo
- Nicola De Bardi - Massaggiatore
- Giovanni Pivato - Massaggiatore

## Rosa
Rosa aggiornata all'11 agosto 2014.
| N. |                   | Ruolo | Calciatore          |
| -- | ----------------- | ----- | ------------------- |
| 1  | Italia (bandiera) | P     | Andrea Pierobon     |
| 2  | Italia (bandiera) | D     | Simone Pecorini     |
| 3  | Italia (bandiera) | D     | Antonio Barreca     |
| 4  | Italia (bandiera) | D     | Alessandro De Leidi |
| 5  | Italia (bandiera) | D     | Michele Pellizzer   |
| 6  | Italia (bandiera) | D     | Andrea Signorini    |
| 7  | Italia (bandiera) | A     | Claudio Coralli     |
| 8  | Italia (bandiera) | C     | Nicola Rigoni       |
| 9  | Italia (bandiera) | A     | Federico Gerardi    |
| 10 | Italia (bandiera) | A     | Alessandro Sgrigna  |
| 11 | Italia (bandiera) | A     | Mattia Minesso      |

| N. |                   | Ruolo | Calciatore             |
| -- | ----------------- | ----- | ---------------------- |
| 13 | Italia (bandiera) | D     | Filippo Scaglia        |
| 16 | Italia (bandiera) | C     | Alessio Benedetti      |
| 17 | Italia (bandiera) | C     | Massimiliano Busellato |
| 18 | Italia (bandiera) | D     | Nicola Donazzan        |
| 19 | Italia (bandiera) | A     | Andrea Schenetti       |
| 20 | Italia (bandiera) | A     | Leonardo Mancuso       |
| 21 | Italia (bandiera) | C     | Filippo Lora           |
| 22 | Italia (bandiera) | P     | Alex Valentini         |
| 23 | Italia (bandiera) | C     | Andrea Paolucci        |
| 24 | Italia (bandiera) | C     | Antonio Palma          |
| 25 | Italia (bandiera) | D     | Daniel Cappelletti     |

## Risultati

### Serie B

#### Girone di andata
| Arbitro: | Abisso (Palermo) |

|            |           |             |
| Acosty 78’ | Marcatori | 28’ Sgrigna |

| Arbitro: | Aureliano (Bologna) |

|                                       |           |                        |
| Pellizzer 30’ Sgrigna 33’ Gerardi 73’ | Marcatori | 28’ (rig.) L. Castaldo |

| Arbitro: | Pezzuto (Lecce) |

|                                     |           |             |
| M. Mancosu 40’ Valentini 80’ (aut.) | Marcatori | 24’ Coralli |

| Arbitro: | Ros (Pordenone) |

|                             |           |                             |
| Gerardi 6’ Coralli 60’, 78’ | Marcatori | 16’ Politano 47’ Melchiorri |

| Arbitro: | Gavillucci (Latina) |

|               |           |                                    |
| Busellato 47’ | Marcatori | 28’ (aut.) Signorini 90+4’ Beretta |

| Arbitro: | Abbattista (Molfetta) |

|           |           |  |
| Laribi 2’ | Marcatori |  |

| Arbitro: | Roca (Foggia) |

|                          |           |                       |
| Coralli 8’ N. Rigoni 67’ | Marcatori | 12’, 19’, 84’ Vastola |

| Arbitro: | La Penna (Roma 1) |

|                 |           |                  |
| Lupoli 18’, 36’ | Marcatori | 62’, 71’ Gerardi |

| Arbitro: | Di Paolo (Avezzano) |

|  |           |           |
|  | Marcatori | 17’ Botta |

| Arbitro: | Ripa (Nocera Inferiore) |

|                           |           |                           |
| Torregrossa 37’ Ciano 78’ | Marcatori | 11’ Sgrigna 90’ Busellato |

| Arbitro: | Ghersini (Genova) |

|               |           |                |
| N. Rigoni 86’ | Marcatori | 69’ Ceccherini |

| Arbitro: | Pezzuto (Lecce) |

|             |           |               |
| Gavazzi 45’ | Marcatori | 20’ N. Rigoni |

| Arbitro: | Sacchi (Macerata) |

|            |           |             |
| Coralli 6’ | Marcatori | 67’ Viviani |

| Arbitro: | Saia (Palermo) |

|                                                           |           |                         |
| Gagliolo 25’ Romagnoli 28’ Inglese 38’, 43’ Lasagna 90+4’ | Marcatori | 35’ Barreca 83’ Sgrigna |

| Arbitro: | Manganiello (Pinerolo) |

|             |           |                     |
| Coralli 70’ | Marcatori | 19’ And. Caracciolo |

| La Spezia 6 dicembre 2014, ore 15:00 CET 17ª giornata | Spezia            | 0 – 0 | Cittadella | Stadio Alberto Picco (5.753 spett.)\| Arbitro: \| Sacchi (Macerata) \| |
| Arbitro:                                              | Sacchi (Macerata) |       |            |                                                                        |

| Arbitro: | La Penna (Roma 1) |

|  |           |            |
|  | Marcatori | 90’ Minala |

| Arbitro: | Ros (Pordenone) |

|                |           |                |
| D. Ciofani 47’ | Marcatori | 90’ F. Scaglia |

| Arbitro: | Maresca (Napoli) |

|                      |           |                 |
| Sgrigna 4’, 45’, 59’ | Marcatori | 78’, 84’ Calaiò |

| Arbitro: | Manganiello (Pinerolo) |

|                                        |           |             |
| Falcinelli 37’ Fossati 49’ Verre 90+3’ | Marcatori | 62’ Coralli |

#### Girone di ritorno
| Arbitro: | Merchiori (Ferrara) |

|            |           |              |
| Kupisz 65’ | Marcatori | 7’ Schiavone |

| Arbitro: | Saia (Palermo) |

|            |           |                        |
| Regoli 44’ | Marcatori | 26’ Stanco 42’ Gerardi |

| Arbitro: | Ros (Pordenone) |

|             |           |  |
| Coralli 42’ | Marcatori |  |

| Arbitro: | Gavillucci (Latina) |

|                 |           |            |
| Bjarnason 90+5’ | Marcatori | 28’ Stanco |

| Arbitro: | Abbattista (Molfetta) |

|  |           |            |
|  | Marcatori | 67’ Stanco |

| Arbitro: | Maresca (Napoli) |

|  |           |            |
|  | Marcatori | 41’ Laribi |

| Arbitro: | La Penna (Roma) |

|                       |           |                              |
| Piccolo 19’ Thiam 24’ | Marcatori | 3’ (rig.) Sgrigna 35’ Stanco |

| Arbitro: | Ghersini (Genova) |

|                                    |           |  |
| Stanco 12’ Coralli 30’ Minesso 41’ | Marcatori |  |

| Arbitro: | Mariani (Aprilia) |

|                               |           |             |
| Staiti 20’ Costa Ferreira 80’ | Marcatori | 83’ Coralli |

| Cittadella 14 marzo 2015, ore 15:00 CET 31ª giornata | Cittadella       | 0 – 0 | Crotone | Stadio Piercesare Tombolato (2.848 spett.)\| Arbitro: \| Pinzani (Empoli) \| |
| Arbitro:                                             | Pinzani (Empoli) |       |         |                                                                              |

| Arbitro: | Sacchi (Macerata) |

|  |           |                    |
|  | Marcatori | 40’ (rig.) Sgrigna |

| Cittadella 29 marzo 2015, ore 15:00 CEST 33ª giornata | Cittadella   | 0 – 0 | Ternana | Stadio Piercesare Tombolato (2.440 spett.)\| Arbitro: \| Nasca (Bari) \| |
| Arbitro:                                              | Nasca (Bari) |       |         |                                                                          |

| Arbitro: | Pasqua (Tivoli) |

|                                                 |           |                        |
| Signorini 60’ (aut.) Bidaoui 65’ Dellafiore 77’ | Marcatori | 21’ Gerardi 72’ Kupisz |

| Arbitro: | Saia (Palermo) |

|  |           |               |
|  | Marcatori | 41’ Di Gaudio |

| Arbitro: | Maresca (Napoli) |

|  |           |                            |
|  | Marcatori | 90+1’ (rig.) D. Di Gennaro |

| Brescia 25 aprile 2015, ore 15:00 CEST 37ª giornata | Brescia                 | 0 – 0 | Cittadella | Stadio Mario Rigamonti (7.428 spett.)\| Arbitro: \| Ripa (Nocera Inferiore) \| |
| Arbitro:                                            | Ripa (Nocera Inferiore) |       |            |                                                                                |

| Arbitro: | Pinzani (Empoli) |

|            |           |                                |
| Kupisz 35’ | Marcatori | 54’ (rig.), 73’, 89’ Catellani |

| Arbitro: | Abisso (Palermo) |

|             |           |  |
| De Luca 82’ | Marcatori |  |

| Arbitro: | Nasca (Bari) |

|              |           |             |
| Bizzotto 79’ | Marcatori | 27’ Soddimo |

| Arbitro: | Gavillucci (Latina) |

|                               |           |                                   |
| Schiavi 41’ Calaiò 85’ (rig.) | Marcatori | 39’ Gerardi 50’ Kupisz 89’ Stanco |

| Arbitro: | Di Paolo (Avezzano) |

|  |           |                          |
|  | Marcatori | 57’ Fabinho 88’ Parigini |

### Coppa Italia
| Arbitro: | Fabbri (Ravenna) |

|                         |           |               |
| Gerardi 27’ Sgrigna 55’ | Marcatori | 36’ Madrigali |

| Arbitro: | Rocchi (Firenze) |

|                                                 |           |             |
| Zaza 12’ N. Sansone 53’, 83’ Floro Flores 90+2’ | Marcatori | 32’ Coralli |

## Statistiche

### Statistiche di squadra
| Competizione | Punti | In casa | In casa | In casa | In casa | In casa | In casa | In trasferta | In trasferta | In trasferta | In trasferta | In trasferta | In trasferta | Totale | Totale | Totale | Totale | Totale | Totale | DR  |
| Competizione | Punti | G       | V       | N       | P       | Gf      | Gs      | G            | V            | N            | P            | Gf           | Gs           | G      | V      | N      | P      | Gf     | Gs     | DR  |
| ------------ | ----- | ------- | ------- | ------- | ------- | ------- | ------- | ------------ | ------------ | ------------ | ------------ | ------------ | ------------ | ------ | ------ | ------ | ------ | ------ | ------ | --- |
| Serie B      | 44    | 21      | 5       | 7       | 9       | 22      | 25      | 21           | 4            | 10           | 7            | 25           | 31           | 42     | 9      | 17     | 16     | 47     | 56     | -9  |
| Coppa Italia | 0     | 2       | 1       | 0       | 0       | 2       | 1       | 1            | 0            | 0            | 1            | 1            | 4            | 2      | 1      | 0      | 1      | 3      | 5      | -2  |
|              | 44    | 23      | 6       | 7       | 9       | 24      | 26      | 22           | 4            | 10           | 8            | 26           | 35           | 44     | 10     | 17     | 17     | 50     | 61     | -11 |